# 1. Bundesliga 1995-96
La 1. Bundesliga 1995-96 fue la 33.ª edición de la Fußball-Bundesliga, la mayor competición futbolística de Alemania. Comenzó el 11 de agosto de 1995 y finalizó el 18 de mayo de 1996, siendo disputada por 18 equipos. Desde esta temporada, comenzaron a contabilizarse tres puntos por partido ganado, de acuerdo a la normativa impuesta por FIFA en octubre de 1994.
Borussia Dortmund alcanzó el bicampeonato tras igualar 2-2 en condición de visitante ante 1860 Múnich en la penúltima fecha. El empate vino acompañado de la caída de Bayern Múnich, su único rival por el título, frente a Schalke 04, lo que le permitió al conjunto aurinegro quedar como líder con cuatro puntos de ventaja a falta de una jornada. De esta manera, Borussia Dortmund se quedó con su quinto campeonato local, siendo ésta la segunda Bundesliga en su historia.

## Equipos
| Pos | Descendidos de 1. Bundesliga |
| --- | ---------------------------- |
| 16º | Bochum                       |
| 17º | Duisburgo                    |
| 18º | Dinamo Dresde                |

| Pos | Ascendidos de 2. Bundesliga |
| --- | --------------------------- |
| 1º  | Hansa Rostock               |
| 2º  | St. Pauli                   |
| 3º  | Fortuna Düsseldorf          |

| Equipo                   | Ciudad          | Estadio                  | Aforo  |
| ------------------------ | --------------- | ------------------------ | ------ |
| 1860 Múnich              | Múnich          | Estadio Olímpico         | 63 000 |
| Bayer Leverkusen         | Leverkusen      | Estadio Ulrich Haberland | 26 800 |
| Bayern de Múnich         | Múnich          | Estadio Olímpico         | 63 000 |
| Borussia Dortmund        | Dortmund        | Westfalenstadion         | 42 800 |
| Borussia Mönchengladbach | Mönchengladbach | Bökelbergstadion         | 34 500 |
| Colonia                  | Colonia         | Estadio Müngersdorfer    | 55 000 |
| Eintracht Fráncfort      | Fráncfort       | Waldstadion              | 62 000 |
| Fortuna Düsseldorf       | Düsseldorf      | Rheinstadion             | 55 850 |
| Friburgo                 | Friburgo        | Dreisamstadion           | 22 500 |
| Hamburgo                 | Hamburgo        | Volksparkstadion         | 62 000 |
| Hansa Rostock            | Rostock         | Ostseestadion            | 25 850 |
| Kaiserslautern           | Kaiserslautern  | Estadio Fritz Walter     | 38 500 |
| Karlsruher               | Karlsruhe       | Wildparkstadion          | 33 800 |
| Schalke 04               | Gelsenkirchen   | Parkstadion              | 70 000 |
| St. Pauli                | Hamburgo        | Millerntor-Stadion       | 20 550 |
| Stuttgart                | Stuttgart       | Estadio Gottlieb Daimler | 53 700 |
| Uerdingen 05             | Krefeld         | Grotenburg-Stadion       | 34 500 |
| Werder Bremen            | Bremen          | Weserstadion             | 30 000 |

### Equipos porEstados federados
| Región                            | N.º | Equipos |
| --------------------------------- | --- | --- |
| Renania del Norte-Westfalia       | 7   | Bayer Leverkusen, Borussia Dortmund, Borussia Mönchengladbach, Colonia, Fortuna Düsseldorf, Schalke 04 y Uerdingen 05 |
| Baden-Wurtemberg                  | 3   | Friburgo, Karlsruher y Stuttgart                                                                                      |
| Baviera                           | 2   | 1860 Múnich y Bayern de Múnich                                                                                        |
| Hamburgo                          | 2   | Hamburgo y St. Pauli                                                                                                  |
| Bremen                            | 1   | Werder Bremen |
| Hesse                             | 1   | Eintracht Fráncfort                                                                                                   |
| Mecklemburgo-Pomerania Occidental | 1   | Hansa Rostock |
| Renania-Palatinado                | 1   | Kaiserslautern |

## Sistema de competición
Los dieciocho equipos se enfrentaron entre sí bajo el sistema de todos contra todos a doble rueda, completando un total de 34 fechas. La clasificación se estableció a partir de los puntos obtenidos en cada encuentro, otorgando tres por partido ganado, uno por empatado y ninguno en caso de derrota. En caso de igualdad de puntos entre dos o más equipos, se aplicaron, en el mencionado orden, los siguientes criterios de desempate:
1. Mejor diferencia de goles en todo el campeonato;
2. Mayor cantidad de goles a favor en todo el campeonato;
3. Mayor cantidad de puntos en los partidos entre los equipos implicados;
4. Mejor diferencia de goles en los partidos entre los equipos implicados;
5. Mayor cantidad de goles a favor en los partidos entre los equipos implicados.

Al finalizar el campeonato, el equipo ubicado en el primer lugar de la clasificación se consagró campeón y clasificó a la fase de grupos de la Liga de Campeones de la UEFA 1996-97. Asimismo, los equipos que finalizaron el certamen en segundo, tercer, cuarto y quinto lugar clasificaron a los treintaidosavos de final de la Copa de la UEFA 1996-97, mientras que los ubicados en las posiciones sexta, séptima, octava y novena accedieron a la fase de grupos de la Copa Intertoto de la UEFA 1996. Como excepción, quedaba excluido de la consideración el equipo que hubiera obtenido la clasificación a la Recopa de Europa 1996-97 como campeón de la Copa de Alemania 1995-96 y que, paralelamente, hubiera finalizado el campeonato entre las posiciones segunda y novena inclusive; en cuyo caso le trasladaría su plaza al equipo ubicado en el lugar inmediatamente inferior.
Por otro lado, los equipos que ocuparon los últimos tres puestos de la clasificación —decimosexta, decimoséptima y decimoctava— descendieron de manera directa a la 2. Bundesliga.

## Clasificación
| Pos. | Equipo                   | Pts. | PJ | G  | E  | P  | GF | GC | Dif. | Clasificación 1996-97                          |
| ---- | ------------------------ | ---- | -- | -- | -- | -- | -- | -- | ---- | ---------------------------------------------- |
| 1    | Borussia Dortmund (C)    | 68   | 34 | 19 | 11 | 4  | 76 | 38 | +38  | Fase de grupos de la Liga de Campeones         |
| 2    | Bayern Múnich            | 62   | 34 | 19 | 5  | 10 | 66 | 46 | +20  | Treintaidosavos de final de la Copa de la UEFA |
| 3    | Schalke 04               | 56   | 34 | 14 | 14 | 6  | 45 | 36 | +9   | Treintaidosavos de final de la Copa de la UEFA |
| 4    | Borussia Mönchengladbach | 53   | 34 | 15 | 8  | 11 | 52 | 51 | +1   | Treintaidosavos de final de la Copa de la UEFA |
| 5    | Hamburgo                 | 50   | 34 | 12 | 14 | 8  | 52 | 47 | +5   | Treintaidosavos de final de la Copa de la UEFA |
| 6    | Hansa Rostock            | 49   | 34 | 13 | 10 | 11 | 47 | 43 | +4   |                                                |
| 7    | Karlsruher               | 48   | 34 | 12 | 12 | 10 | 53 | 47 | +6   | Fase de grupos de la Copa Intertoto            |
| 8    | 1860 Múnich              | 45   | 34 | 11 | 12 | 11 | 52 | 46 | +6   | Fase de grupos de la Copa Intertoto            |
| 9    | Werder Bremen            | 44   | 34 | 10 | 14 | 10 | 39 | 42 | −3   | Fase de grupos de la Copa Intertoto            |
| 10   | Stuttgart                | 43   | 34 | 10 | 13 | 11 | 59 | 62 | −3   | Fase de grupos de la Copa Intertoto            |
| 11   | Friburgo                 | 42   | 34 | 11 | 9  | 14 | 30 | 41 | −11  |                                                |
| 12   | Colonia                  | 40   | 34 | 9  | 13 | 12 | 33 | 35 | −2   |                                                |
| 13   | Fortuna Düsseldorf       | 40   | 34 | 8  | 16 | 10 | 40 | 47 | −7   |                                                |
| 14   | Bayer Leverkusen         | 38   | 34 | 8  | 14 | 12 | 37 | 38 | −1   |                                                |
| 15   | St. Pauli                | 38   | 34 | 9  | 11 | 14 | 43 | 51 | −8   |                                                |
| 16   | Kaiserslautern           | 36   | 34 | 6  | 18 | 10 | 31 | 37 | −6   | Descenso de categoría                          |
| 17   | Eintracht Fráncfort      | 32   | 34 | 7  | 11 | 16 | 43 | 68 | −25  | Descenso de categoría                          |
| 18   | Uerdingen 05             | 26   | 34 | 5  | 11 | 18 | 33 | 56 | −23  | Descenso de categoría                          |

Actualizado a los partidos jugados el 18 de mayo de 1996.
 Fuente: DFB
1. ↑  Copa de Alemania (CC): Kaiserslautern clasificó a los dieciseisavos de final de la Recopa de Europa como campeón de la Copa de Alemania 1995-96.

Notas:
1. ↑  Hansa Rostock rechazó su invitación a la Copa Intertoto 1996. En consecuencia, los cupos clasificatorios a dicha competición se trasladaron una posición hacia abajo.

| Bundesliga                          |
|                                     |
| Campeón Borussia Dortmund 5º título |

## Resultados
| Local \ Visitante        | MUN | BAL | BAY | BOD | BOM | COL | EFR | FOR | FRI | HAM | HAN | KAI | KAR | SCH | STP | STU | UER | WER |
| ------------------------ | --- | --- | --- | --- | --- | --- | --- | --- | --- | --- | --- | --- | --- | --- | --- | --- | --- | --- |
| 1860 Múnich              | —   | 0–1 | 0–2 | 2–2 | 4–0 | 2–1 | 3–1 | 2–1 | 3–0 | 5–0 | 1–1 | 1–1 | 1–1 | 1–1 | 2–0 | 1–1 | 2–1 | 1–1 |
| Bayer Leverkusen         | 2–1 | —   | 1–2 | 1–1 | 0–0 | 1–2 | 2–0 | 0–0 | 0–1 | 0–1 | 2–0 | 1–1 | 1–2 | 0–0 | 1–1 | 0–0 | 2–1 | 2–2 |
| Bayern Múnich            | 4–2 | 1–0 | —   | 1–0 | 1–2 | 3–2 | 1–1 | 2–2 | 2–0 | 3–2 | 0–1 | 2–0 | 1–4 | 4–0 | 1–1 | 5–3 | 2–0 | 2–0 |
| Borussia Dortmund        | 3–1 | 2–0 | 3–1 | —   | 2–1 | 3–0 | 6–0 | 3–0 | 3–2 | 1–1 | 1–2 | 1–1 | 4–1 | 0–0 | 1–0 | 6–3 | 5–0 | 1–1 |
| Borussia Mönchengladbach | 0–2 | 0–0 | 3–1 | 2–2 | —   | 2–1 | 4–1 | 1–1 | 1–0 | 1–2 | 3–2 | 1–1 | 1–2 | 4–1 | 2–4 | 1–1 | 2–1 | 1–0 |
| Colonia                  | 2–0 | 2–2 | 0–0 | 0–0 | 0–2 | —   | 3–0 | 0–0 | 1–1 | 3–2 | 3–0 | 0–1 | 0–1 | 0–1 | 1–0 | 2–2 | 0–0 | 1–2 |
| Eintracht Frankfurt      | 4–2 | 1–1 | 4–1 | 3–4 | 0–2 | 1–0 | —   | 3–0 | 0–1 | 1–4 | 1–3 | 3–1 | 2–2 | 0–3 | 2–2 | 2–2 | 1–0 | 1–0 |
| Fortuna Düsseldorf       | 1–1 | 1–1 | 0–2 | 1–2 | 3–2 | 1–1 | 2–2 | —   | 0–0 | 2–2 | 2–2 | 2–1 | 2–0 | 2–0 | 2–0 | 1–2 | 1–0 | 1–1 |
| Friburgo                 | 1–0 | 2–1 | 3–1 | 0–1 | 0–0 | 2–0 | 2–0 | 1–1 | —   | 0–3 | 2–1 | 0–0 | 0–3 | 1–2 | 0–2 | 2–1 | 1–1 | 0–1 |
| Hamburgo                 | 2–2 | 2–2 | 2–1 | 2–2 | 2–1 | 0–0 | 5–1 | 4–1 | 0–0 | —   | 1–1 | 1–0 | 0–0 | 1–1 | 1–0 | 3–0 | 0–0 | 3–3 |
| Hansa Rostock            | 0–3 | 1–2 | 0–0 | 3–2 | 2–3 | 0–1 | 1–1 | 0–0 | 1–0 | 2–0 | —   | 3–0 | 1–1 | 1–2 | 2–0 | 3–3 | 1–0 | 2–1 |
| Kaiserslautern           | 0–0 | 1–0 | 2–3 | 1–1 | 1–3 | 1–1 | 1–1 | 2–0 | 1–2 | 1–2 | 2–0 | —   | 2–2 | 0–0 | 0–0 | 1–1 | 3–0 | 0–0 |
| Karlsruher               | 1–1 | 1–4 | 2–6 | 5–0 | 4–0 | 1–0 | 1–1 | 3–1 | 1–1 | 3–1 | 0–2 | 0–0 | —   | 0–1 | 2–2 | 1–2 | 2–0 | 1–1 |
| Schalke 04               | 1–1 | 1–1 | 2–1 | 1–2 | 3–3 | 0–0 | 2–0 | 1–1 | 3–0 | 3–0 | 1–3 | 1–1 | 2–1 | —   | 2–0 | 2–0 | 1–1 | 2–1 |
| St. Pauli                | 4–2 | 2–1 | 0–1 | 0–3 | 0–2 | 3–3 | 2–1 | 2–1 | 1–1 | 1–1 | 3–2 | 1–2 | 1–1 | 2–0 | —   | 1–3 | 0–2 | 1–2 |
| Stuttgart                | 2–3 | 1–4 | 0–1 | 0–5 | 5–0 | 0–1 | 3–2 | 2–3 | 3–1 | 3–0 | 1–1 | 2–0 | 3–1 | 2–2 | 1–1 | —   | 0–0 | 1–1 |
| Uerdingen 05             | 2–0 | 3–0 | 1–6 | 0–2 | 0–2 | 1–1 | 1–1 | 1–3 | 3–1 | 1–1 | 1–1 | 1–1 | 2–3 | 1–1 | 2–5 | 3–4 | —   | 3–0 |
| Werder Bremen            | 2–0 | 2–1 | 3–2 | 2–2 | 2–0 | 0–1 | 1–1 | 1–1 | 0–2 | 2–1 | 0–2 | 1–1 | 1–0 | 1–2 | 1–1 | 2–2 | 1–0 | —   |

## Estadísticas

### Goleadores
| Jugador          | Equipo        | Goles |
| ---------------- | ------------- | ----- |
| Fredi Bobic      | Stuttgart     | 17    |
| Sean Dundee      | Karlsruher    | 16    |
| Giovane Élber    | Stuttgart     | 16    |
| Jürgen Klinsmann | Bayern Múnich | 16    |